# Білл Моллісон
Брюс Чарльз «Білл» Моллісон (англ. Bruce Charles 'Bill' Mollison 4 травня 1928, Стенлі, Тасманія — 24 вересня 2016) — австралійський дослідник та натураліст. Один із засновників пермакультури.

## Біографія
Білл Моллісон народився у 1928 році в маленькому рибацькому селі Стенлі на Тасманії. Залишив школу в п'ятнадцять років, щоб допомагати в сімейній пекарні. Потім він став виходити в море на невеликому судні і займатися ловлею акул; до 1954 року Білл Моллісон освоїв безліч ремесел: він був лісником, мельником, мисливцем, натуралістом.
Білл вступив в CSIRO (Секція з нагляду за дикою природою) у 1954 році та протягом наступних дев'яти років працював біологом в найвіддаленіших куточках Австралії. Після того як Білл отримав диплом за спеціальністю біогеографія, його направили в Тасманійський університет.

### Пермакультура
У 1972 році відбулася доленосна зустріч з Девідом Холмгреном, який був студентом Моллісона. Їх обох об'єднував  великий інтерес до взаємин між людиною та природними системами. З їх спілкування та взаємних садових експериментів народилась ідея «перманентної агрокультури», або «пермакультури», яка генетично зв'язана з ідеями різних дослідників 20-го століття.
Як Моллісон сам визначає це поняття, пермакультура — це «система дизайну, мета якого складається з організації простору, який займають люди, на основі екологічно доцільних моделей». При цьому його розробки стосуються не тільки вирощування їжі, а й будівель та інфраструктури, а також всіх компонентів навколишнього світу.
Як вважає англійська письменниця Емма Чепман про сучасний стан пермакультури: «Фактично зараз це перетворилось в цілу дизайн-філософію, а для деяких людей в філософію життя взагалі. Її центральною темою є створення систем, які забезпечують людські потреби, використовуючи безліч натуральних компонентів та черпаючи натхнення у природних екосфер».
Залишивши університет у 1978 році, Білл всю свою енергію присвятив удосконаленню системи пермакультури і розповсюдженню її ідей та принципів по усьому світу. Він навчав тисячі студентів і брав участь у створені більшості статей, навчальних курсів та рекомендацій для проектів будівництва ферм, реорганізації великих міст та місцевих органів самоуправління.
Білл Моллісон є виконавчим директором Інституту Пермакультури (знаходиться в Новому Південному Уельсі, Австралія), який був заснований у 1979 році для освіти студентів усього світу практичному дизайну.